# Ricard Nilsson
Ricard Aron Roland Nilsson, född 10 april 1976 i Oppmanna församling, Kristianstads län, är en dömd mördare, författare och skribent. År 2000 dömdes han till livstids fängelse för ett trippelmord. Han blev hösten 2019 villkorligt frigiven efter att ha avtjänat två tredjedelar av det tidsbestämda straffet, och frivårdens övervakning upphörde under 2020.
Den 27 september 1999 hade Gert Green och Stig Salomon-Sörensen, båda 65 år gamla, och den sistnämndes son Christer, 32, lurats till Forsmöllans rekreationsområde för att göra upp en bilaffär. De satt i sin bil när Ricard Nilsson sköt ihjäl dem med en Berettapistol.
Under fängelsetiden studerade han litteraturvetenskap, journalistik, juridik och ekonomi. Han fick senare straffet omvandlat till 30 års fängelse, och blev hösten 2019 villkorligt frigiven efter att ha avtjänat två tredjedelar av sitt straff.

## Biografi
Ricard Nilsson är uppvuxen i Arkelstorp, Kristianstads kommun. I januari 2000 dömdes han till livstids fängelse för att den 27 september 1999 ha mördat tre män på Forsmöllans rekreationsområde i Klippan. Nilsson har erkänt morden, och angett att motivet var ekonomiskt.
Under tiden på anstalt avlade Nilsson nio universitetsexamina enligt egen uppgift. Han studerade bland annat juridik och använde dessa kunskaper i arbetet som ordförande för Fångarnas Riksintresseorganisation (FRIO), som bildades 2004 för att arbeta för fångars rättigheter.
I rollen som ombud åt medintagna kom Nilsson i kontakt med en utvisningsdömd man, vars öde utgjorde grunden för Nilssons debutroman Män utan nåd (2012) skriven tillsammans med Pierre D. Larancuent (1981–2017). Boken är författad medan bägge författarna avtjänade fängelsestraff på en högsäkerhetsanstalt. Den baseras på ett verkligt fall med hänvisningar till en rad offentliga dokument med korrekt angivna diarienummer, och påtalar missförhållanden inom kriminalvården och rättssystemet. I tidningen Kulturen skrev recensenten "... skriver bra gör de, någon av dem måste vara en naturbegåvning som skribent ...", där de autentiskt följer en medfånge genom instanserna och beskriver hans ångest inför utvisningen till Iran på ett psykologiskt trovärdigt sätt.
Nilsson har sedan 2013, tillsammans med Larancuent, publicerat romanen Med döden som skugga. Boken är en kriminalroman om jakten på en seriemördare som gäckar både polis och kriminella organisationer.
År 2014 släppte Nilsson det självbiografiska verket En livstidsdömds dagbok, och 2015 diktsamlingen Under Kriminalvårdens grönrandiga påslakan. Året efter släpptes Nilssons och Larancuents kriminalnovellsamling När orättvisan segrar. Boken är en novellsamling om vad som händer bakom stängda dörrar, dit rättvisans gudinna har vänt ryggen.
Nilsson har varit verksam som bloggare, kolumnist och skribent i kriminal- och rättsmagasinet Paragraf, som grundades våren 2012 av bland annat Dick Sundevall. Han är aktiv på sociala medier, bland annat på Instagram och sin egen blogg, där han öppet berättar om sådant som händer i hans liv.
I februari 2013 ansökte Nilsson om att få sitt livstidsstraff omvandlat till ett tidsbestämt fängelsestraff. Örebro tingsrätt beviljade dock inte detta.
I början av 2017 fick Ricard Nilsson sitt straff tidsbestämt till 30 år. Han blev hösten 2019 villkorligt frigiven efter att ha avtjänat två tredjedelar av det tidsbestämda straffet, och frivårdens övervakning upphörde under 2020.
På en extrainsatt bolagsstämma för webbtidningen Bulletin i oktober 2021 deltog Nilsson på uppdrag av den nye vd:n Jannik Svensson och presenterade sig som ”Aron Nilsson, affärsjurist och civilekonom”.
Ricard Nilsson är sedan hösten 2022 verksam som nyhetschef hos tidningen Nongrata, där Jannik Svensson är chefredaktör, och Nathalie Wästerlund och Paolo Roberto är medlemmar av redaktionen. Han är sedan maj 2025 nyhetschef och reporter för Kriminalvårdsmagasinet.